# Sleepify
『Sleepify』は、アメリカのミニマルファンクバンド、ヴルフペック（英語: Vulfpeck）の2014年のアルバム。全曲が無音のトラックから構成されている。このアルバムは、無料ライブツアーの資金を稼ぐため、「寝ている最中にループ再生して欲しい」との呼びかけと共に Spotify からリリースされた。結果2万ドル以上のストリーミング収入を得、無事にツアーを挙行することができた。  
この一連のプロモーションは、結果として Spotify がアーティストに支払うロイヤリティの算出モデルの抜け道を示すこととなった。

## 経緯

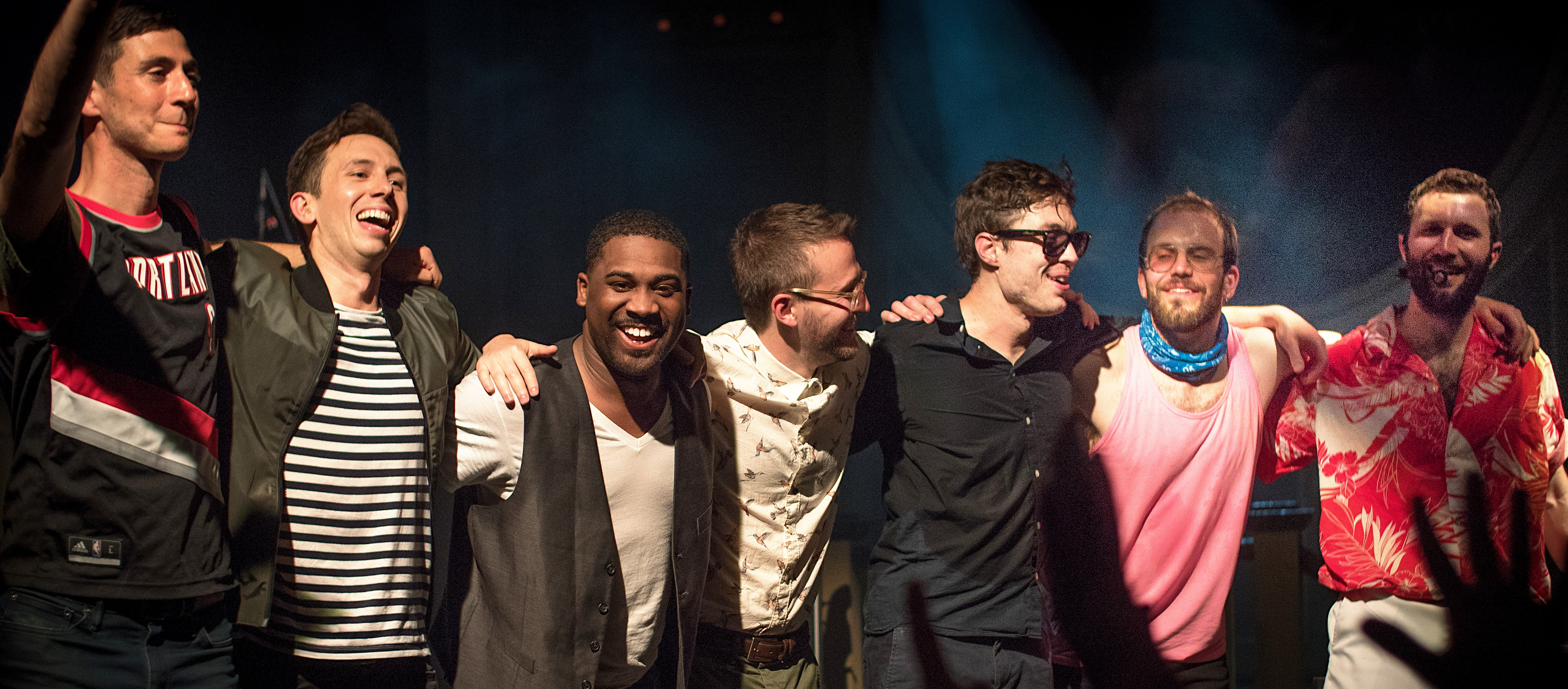
ヴルフペック（Vulfpeck）は2011年にミシガン州アナーバーで結成されたファンクバンドである。写真左3名がサポートメンバー、右4名が正式メンバー。右端がリーダー兼プロデューサーのジャック・ストラットン。

2014年3月、ストリーミング収入を資金に同名のライブツアー「Sleepify Tour」を入場無料とするべく、この無音からなるアルバムを Spotify からリリースした。当時のSpotifyは、最低30秒以上その曲が再生された回数に基づいてアーティストへのロイヤリティを計算する仕組みとなっていたことを逆手に取り、彼らはすべてのトラックを30数秒の無音によって構成した。アルバムのプロモーション動画では「歴史上最も静かなアルバム」と冗談めかして宣言し、ファンに（アルバム名の通り）寝ている最中にループ再生し続けて欲しいと呼びかけた。   
翌月の4月26日には、利用規約を侵害したとして Spotify から削除されたが、その時点でのストリーミング収入は2万ドルを超えていた。しかしながら、その時点で実際に彼らがその金額を受け取れたかは定かでは無かった。同年6月、ビルボードは、彼らは結果として合計20,755ドルの収入を得、ライブの開催に向けて準備中だと報じた。一再生あたりのストリーミング収入は0.003～0.0038ドル、アルバムの合計再生回数は550万回を超えることとなった。一晩7時間 = 840回の再生と仮定した場合、アルバムが削除されるまでの7週間で130人から170人が毎晩再生し続けた計算となる。 
Spotify の広報は一連のプロモーションを、ジョン・ケージの4分33秒となぞらえた上で「賢い妙技」だと評し、7週間アルバムの公開を黙認した後、具体的にどの利用規約の侵害に当たるかは明かすことなくストリーミングから削除した。バンドリーダーのジャック・ストラットン（Jack Stratton）は、2ヶ月近くもの間このアルバムが取り下げられなかったことに驚いたと後に語っている。また、「Spotify はオンデマンドサービスというよりラジオに近い」と批判しながらも、アーティストに対して（ロイヤリティの算出方法等の）透明性を保証する限り月額サブスクリプションモデル自体には賛成だとCNBCのインタビューで語った。   
同年8月、当初の構想通りにライブツアー「Sleepify Tour」を入場料無料にて開催することが発表され、9月15日～26日にかけて、ロサンゼルス、シカゴ、ニューヨークなど6都市7公演が挙行された。  

## トラックリスト
| #         | タイトル       | 作詞 | 作曲・編曲 | 時間 |
| --------- | -------------- | ---- | ---------- | ---- |
| 1.        | 「Z」          |      |            | 0:31 |
| 2.        | 「Zz」         |      |            | 0:32 |
| 3.        | 「Zzz」        |      |            | 0:32 |
| 4.        | 「Zzzz」       |      |            | 0:32 |
| 5.        | 「Zzzzz」      |      |            | 0:31 |
| 6.        | 「Zzzzzz」     |      |            | 0:32 |
| 7.        | 「Zzzzzzz」    |      |            | 0:32 |
| 8.        | 「Zzzzzzzz」   |      |            | 0:32 |
| 9.        | 「Zzzzzzzzz」  |      |            | 0:31 |
| 10.       | 「Zzzzzzzzzz」 |      |            | 0:31 |
| 合計時間: | 合計時間:      | 5:16 |            |      |